# Dadu He
Dadu He (kinesiska: 大渡河) är ett vattendrag i Kina. Det ligger i provinsen Sichuan, i den sydvästra delen av landet och mynnar i Minfloden.